# Gästersön
Gästersön är en halvö i Finland. Den ligger i Raseborg i landskapet Nyland, i den södra delen av landet, 70 km väster om huvudstaden Helsingfors.